# Enta Mash
Enta Mash (născută Roitman; în idiș ‏יענטע מאַש‎‎; n. 17 martie 1922, Zgurița, județul Soroca, gubernia Basarabia, Imperiul Rus – d. 31 martie 2013, Haifa, Israel) a fost o evreică basarabeană și scriitoare israeliană.

## Biografie
S-a născut în colonia evreiască Zgurița (acum sat în raionul Drochia, Republica Moldova) din județul Soroca, Basarabia, România interbelică. A studiat la gimnaziul ebraic al organizației Tarbut, ulterior, a absolvit gimnaziul românesc pentru fete și primul an al Institutului Pedagogic din Chișinău. După ocuparea Basarabiei de către URSS, în 1941, împreună cu mama ei, Șprintsa Peker-Roitman, a fost exilată într-o așezare de muncă forțată din Siberia, unde a murit mama ei (1943). Tatăl ei (Erșl Roitman) a fost arestat în același timp și a murit în lagăr. După ce a fost eliberată în 1948, s-a întors în Moldova, stabilindu-se la Chișinău, unde a lucrat ca contabil și a locuit până la emigrarea în Israel în 1977. S-a stabilit la Așdod, unde a lucrat de asemenea ca contabil pentru o lungă perioadă de timp.
Ente Mash provenea dintr-un anturaj literar: soțul surorii sale era scriitorul evreu Iakov Iakir, iar nepoată, scriitoarea din Chișinău, Svetlana Iakir. Însuși a început să scrie doar la sosirea în Israel, de atunci lucrările ei fiind publicate în unele dintre publicațiile periodice majore în idiș din Israel, SUA și alte țări. A colaborat în mod regulat cu Yerusholaimer Almanach („almanahul Ierusalimului”, editorii J. Kerler și Meir Haratz), Di Goldane Keith („Lanț de aur”, Tel Aviv, editor Abraham Sutzkever), Forverts („Înainte”, New York, editor Boris Sandler), Yiddish Cultur („Cultură evreiască”, New York, editor Iche Goldberg).
Editura IL Peretz Farlag din Tel Aviv a publicat trei colecții de povești ale lui Ente Mash despre viața evreilor basarabeni înainte de război, în exilul siberian și în Israel: Tif In Der Taige („Adânc în taiga”, 1990), Meshane-Mokem („Schimbarea locurilor”, 1993) și Bessaraber Motivn („Motive basarabene”, 1998). În 2007, editura Leyvik a publicat o nouă colecție de nuvele și eseuri denumită Der Letster hakofe („În ultima rundă”). Cărțile „Adânc în taiga” și „Motive basarabene” au fost publicate și în ebraică. Criticii au remarcat claritatea poveștii și coloritul discursului feminin sudic (basarabean), inerent majorității poveștilor.
A fost câștigătoare a premiilor literare „Manger” (1999, cel mai mare premiu literar pentru scriitori idiș), „Hofstein” (2002) și „Rubinlicht” (2004).